# Національна рамка кваліфікацій
Національна рамка кваліфікацій — системний і структурований за компетентностями опис кваліфікаційних рівнів. Нормативно-правовий документ, прийнятий в Україні в 2011.
Призначена для використання з метою розроблення, ідентифікації, співвіднесення, визнання, планування і розвитку кваліфікацій.
Містить опис восьми кваліфікаційних рівнів від нульового (здатність адекватно діяти у відомих простих ситуаціях під безпосереднім контролем та готовність до систематичного навчання) до восьмого (здатність визначати та розв'язувати соціально значущі системні проблеми у певній галузі діяльності, які є ключовими для забезпечення стійкого розвитку та вимагають створення нових системоутворювальних знань і прогресивних технологій).
У грудні 2016 КМУ затвердив план заходів із впровадження Національної рамки кваліфікацій на 2016-2020 роки.